# Замок Шейна
Замок Шейна (англ. Shane's Castle) — один із замків Ірландії, розташований у графстві Антрім, Північна Ірландія. Руїни цього замку стоять біля селища Рандалстаун, на північно-східних берегах озера Лох-Ней. Замок побудований у 1345 році кланом О'Ніл (О'Нейлл). Замок спочатку називався Еден-Дуфф-Каррік (ірл. Eden-duff-carrick). Шейн МакБаєн О'Ніл змінив назву замку на замок Шейна у 1722 році.
На терасі була зроблена добудова в 1800 році, а в 1812 році розпочалась робота по реставрації та відбудові замку Шейна, що на той час перетворювався в руїну. Робота почалась по проекту архітектора Джона Неша. Але в 1816 році сталася велика пожежа і замок згорів вщент. Від реставрації замку відмовились. Зберігся і був відремонтований тільки Будинок Камелії, що був відремонтований Нешем. У 1860 році був збудований особняк Карлом Ланйоном та Генрі Лінном для І лорда О'Ніла. Маєток Шейна нині охоплює 2600 акрів уздовж берегів Лох-Ней. Замок використовується на зйомках серіалу «Гра престолів».